# Nine Black Alps
I Nine Black Alps sono un gruppo musicale alternative rock inglese formatosi nel 2003 a Manchester.
Il nome del gruppo è tratto da una poesia di Sylvia Plath.
Il frontman del gruppo è Sam Forrest, nato nel 1977 e attivo anche nei The Sorry Kisses.

## Storia del gruppo
Nel 2004 il gruppo firma un contratto con la Island Records, che li aveva notati nella scena alternativa di Manchester. La band inizia quindi le registrazioni del suo album di debutto Everything Is, che viene pubblicato nel giugno 2005. Successivamente intensifica la propria attività live esibendosi a supporto di band come Kaiser Chiefs e Weezer e in diversi festival di livello internazionale come il Glastonbury Festival, il Festival di Reading e Leeds e il South by Southwest.
Il loro brano “Pocket full of stars” viene usato nel film d’animazione Surfs’ up dando visibilità alla band.
Nel 2006-2007 il gruppo lavora in studio con il produttore Dave Sardy a Los Angeles e nell'ottobre 2007 pubblica il suo secondo lavoro Love/Hate. La band suona dal vivo con Black Rebel Motorcycle Club e Biffy Clyro.
Nell'ottobre 2009 esce Locked Out from the Inside, terzo album, prodotto da Dave Eringa.
Nel 2011 viene sostituito il bassista del gruppo, che lascia per dedicarsi a un progetto solista. 
Nel 2012 esce Sirens, album distribuito dalla Brew.
Nel maggio 2014 esce il quinto album, anche questo realizzato in maniera indipendente ed etichettato Hatch.

## Formazione
- Sam Forrest - voce, chitarra (dal 2003)
- David Jones - chitarra (dal 2003)
- James Galley - batteria (dal 2003)
- Karl Astbury - basso (dal 2012)

Ex membri
- Martin Cohen (dal 2003 al 2011)

## Discografia

### Album
- 2005 - Everything Is
- 2007 - Love/Hate
- 2009 - Locked Out from the Inside
- 2012 - Sirens
- 2014 - Candy for the Clowns

### EP
- 2006 - Glitter Gulch